# パワーレンジャー・イン・スペース
パワーレンジャー・イン・スペース（原題：Power Rangers in Space）は、アメリカ合衆国のテレビドラマ。スーパー戦隊シリーズの英語版ローカライズとして制作された特撮テレビドラマシリーズパワーレンジャーシリーズの第6シーズンであり、第4作目である。今作は1997年に放送された『電磁戦隊メガレンジャー』がベースとなっている。1998年2月6日から同年11月21日までフォックス放送内のFox Kidsで放送された

## ストーリー
ダークスペクターによって捕らわれたゾードンを救うため、パワーを失いながらも宇宙へと上がった4人のターボパワーレンジャーはKO-35出身のレンジャー、アンドロスと出会い、彼から新たなパワーを与えられたことで、スペースパワーレンジャーに新生した。ダークスペクターはパワーレンジャーによるゾードン救出を妨害するべく、アストロネマを対パワーレンジャーの任に就かせ、宇宙も舞台とした戦いが展開されるようになった。
戦いの最中、アストロネマがアンドロスの行方不明であった妹・カローンであることが判明。パワーレンジャーが家族の命を奪った誤解が解けたカローンだったが、ダークスペクターに洗脳されて、再びアストロネマにされてしまう。
そして、ダークスペクターの命により、全宇宙の悪が一斉に行動を起こし、善と悪の最終決戦が始まった。ダークスペクターは内乱で最期を迎えたが、アストロネマの存在から悪の軍団の士気は途絶えず、パワーレンジャーは窮地に陥るが、これまでパワーレンジャーに守られてきた人々も立ち上がり、反撃を開始していく。アンドロスはゾードンの願いを聞き入れて、ゾードンの命を絶ち、それにより生じた正義のエネルギーで悪の軍団は一掃され、アストロネマもカローンに戻ることができた。こうして、宇宙には平和が訪れ、『マイティ・モーフィン・パワーレンジャー』から続いたパワーレンジャーの物語は終わりを迎えた。

## 概要
本作品は第1作目から続いていたストーリーの完結編と扱われている。これはシリーズが長期化したことで視聴者の世代交代が起きたことから、このシーズンでこれまでのストーリーを完結させ、シーズン7からはシーズンごとに新しいストーリーを始める形式となった。
学園ドラマを中心にしていたパワーレンジャーは本作品からSF色を強め、ドラマ性も強くなっていく。放送が不規則なアメリカで、1話完結ではない連続したストーリーを前面に出した構成には難色を示す声もあったが、視聴者層が子どもの親や高校生、大学生にも広がり、高い評価を得た。
そして、レッドレンジャー用の強化アーマー、これまでの作品に登場したレンジャーとの共闘、以降、恒例となっていく要素が本作品から始まった。
玩具展開では本作品からレンジャーのフィギュアは筋肉質な造形が行われるようになった。これはプレックスの柄沢雄二が提案したもので、試作品を見たアメリカ側スタッフはすぐに採用を決めたという。

## 登場人物
前作に登場した4人（後期）が引き続き登場し、新たなレッドとシルバーが追加されている。

### パワーレンジャー・イン・スペース
アンドロス/レッドレンジャー（メガレッド）
惑星KO-35出身の宇宙人で独自に敵と戦いながら、行方不明の妹のカローンを探している、長髪の青年。過去に親友にして相棒のゼインが重傷を負ったトラウマから仲間を持つことを拒んでいたが、パワーを失っても戦うT.J.たちの姿を見て、彼らに新たなパワーを与え、仲間とし、アシュレーとは恋人同士になった。一見するとおとなしそうなタイプだが、猪突猛進になりがちなところもある。また、サイコキネシスをいたずらに使ったり、宇宙育ちのために地球の常識に疎い部分なども見られた。アストロネマがカローンであったことを知ってからは、彼女を取り戻すためにも戦うようになり、最終決戦の末にカローンとの本当の意味での再会を果たす。平和が訪れた後、KO-35に残ろうとしたが、第2の故郷となった地球に仲間たちと共に赴くのだった。
レッド・バトライズド・レンジャー
バトライザーのボタン03を押すことで変身する強化形態。その強いパワーゆえ、アンドロスは使うことを戸惑っていたが、シルビーがボタンを押したことにより変身した。飛行能力の他に強力なミサイルを装備している。本作品以降、レッド専用の強化アーマーが恒例となった。デザインと造形はキオドブラザーズが行った。
カルロス・ヴァラーツ/ブラックレンジャー（メガブラック）
17歳。リーズリザードとの戦いでキャシーに傷を負わせてしまったことから、チームを去ろうとしたが、グリーンターボレンジャー時代の前任者であるアダムの導きで立ち直った。
セオドア・ジェイ・ジャービス・ジョンソン/ブルーレンジャー（メガブルー）
通称：T.J.。17歳。本作品ではブルーレンジャーになるが、ターボ時代同様にチームのリーダーを務め、突っ走りになりがちなアンドロスを補佐する。
企画段階では前作から引き続いてレッドレンジャーとなる予定だった。
アシュレー・ハモンド/イエローレンジャー（メガイエロー）
サブリーダー。アンドロスと出会って以降、彼とは恋人同士になる。
キャシー・チャン/ピンクレンジャー（メガピンク）
17歳。想い人のファントムレンジャーとの再会もあった。
ゼイン/シルバーレンジャー（メガシルバー）
アンドロスの相棒で彼と同じKO-35出身。宇宙最強の戦士の1人とも呼ばれている。戦いの中で重傷を負って、冷凍冬眠状態にあったが、メガシップが攻撃を受けたショックで復活した。陽気な性格で、ちゃっかりした一面もある。当初は冷凍冬眠の副作用でエネルギーが低下し、2分30秒しか変身できなかったが、落雷をモーファーに与えるという捨て身の行動で回復した。デストラクトイドに襲われるアストロネマを救ったことから彼女に好意を持たれる。ケンタウルB星に移住していたKO-35の人々と再会した後、彼らを助けるため、別行動を取るようになった。

### 協力者
アルファ6
前作における最後の戦いの影響で言語回路が破損したため、アンドロスにより新たな言語回路を装着された。1人で戦うことにこだわるアンドロスに「これからの戦いには仲間が必要だ」と主張した。
ディナ
アストロメガシップに搭載されているコンピューター。アルファと共にレンジャーたちをサポートする。原語版では D.E.C.A. 。
ティーンエイジ・ミュータント・ニンジャ・タートルズ
レオナルド
ラファエロ
ミケランジェロ
ドナテルロ
ビーナス・ド・ミロ
第3話と第4話に登場。米国で本作品放映当時、同じ局で放送されていた『Ninja Turtles The Next Mutation』からのゲスト出演。アストロネマにより洗脳され、レンジャーたちに襲い掛かるが、洗脳が解けた後は、レンジャーたちと共闘する。
ファントムレンジャー（VRVマスター）
エルター星の戦士。ターボパワーレンジャーにレスキューメガゾードを与えたように、スペースパワーレンジャーにはデルタメガゾードを与えた。最終決戦ではブルーコマンダーと共にマシン帝国と交戦。
ジャスティン・スティワート/PRTブルーレンジャー（ブルーレーサー）
T.J.たちと共にターボパワーレンジャーの一員として戦った少年。かつての仲間たちがライオナイザーに捕らわれたことをストーム・ブラスターから知らされ、救出に赴く。ストーム・ブラスターが隠し持っていた別のターボ・モーファーで変身し、T.J.とのダブルブルーも見せた。
企画段階では前作から引き続いてブルーレンジャーとしてレギュラー出演する予定だった。
アダム・パーク / MMPRブラックレンジャー （マンモスレンジャー）
グリーンターボレンジャー時代のカルロスの前任者。カルロスがリーズリザードとの戦闘で犯した過ちを聞き、カルロスを鍛え直す。それでも未だに戦意が戻っていないカルロスを救うべく、破損しているパワーモーファーをアルファ6の制止を振り切って使い変身。パワー不足により危機に陥るが、戦意を取り戻したカルロスに助けられ、コンビネーションでリーズリザードに勝利した。
エイリアンレンジャー（カクレンジャー）、ゴールドレンジャー（キングレンジャー）、ブルーコマンダー（シグナルマン）
地球のパワーレンジャーと共に戦った戦友達。最終決戦において、エイリアンレンジャーはディバトックス軍、ゴールドレンジャーはロード・ゼッド軍、ブルーコマンダーはファントムレンジャーと共にマシン帝国と交戦するが、いずれも敵の猛攻で窮地に陥っていた。
ゾードン
パワーレンジャーの指導者。ダークスペクターに捕らえられており、パワーを吸収され続けている。最終決戦でアンドロスの手で介錯されたことにより、自身の命と引き換えに正義のエネルギーを宇宙中に発し、悪の軍団を一掃した。

### 一般人
バルクとスカル
おなじみの凸凹コンビは、成り行き上フェノーメナス博士の助手に。ドラマ性が強くなった本作品においては出番が大幅に少なくなってしまったが、最終話では地球を征服したアストロネマのパワーレンジャーが名乗り出なければ、地球を破壊するという脅迫に対し、バルクがブルー、スカルがブラックを名乗ってパワーレンジャーを支援して共に戦うという意外な大活躍を見せる。
企画段階では市民を率いて民兵組織を設立することが予定されていた。
エリオット・フェノーメナス博士
宇宙人を研究するいわゆるマッドサイエンティスト。元は著名な大学教授であったが、常軌を逸した言動が原因で誰からも相手にされなくなった過去がある。宇宙と関係のない物（ウサギ、蜂の巣など）を宇宙人だと決め付け、勘違いを指摘されても「訓練されていないから分からない」と発言して勘違いしたことを認めようとしない。そして、モンスターや自分の勘違いでバルクたちと散々な目に遭うことが多い。だが、強力な液体燃料や無機物に心を与えるエビライザーを発明し、ダークスペクターが地球破壊のために送り込んだ隕石をNASADAが発見する前に発見するなど、有能な一面も見せる。最終話ではバルクたち同様、レッドレンジャーを名乗ってパワーレンジャーを支援した。
アデール・ハーガソン
元教師でサウスポットという食堂を経営する女性。中盤以降、ほとんど登場しなかったが、最終話ではバルクたち同様、ピンクレンジャーを名乗ってパワーレンジャーを支援した。

### 敵
アストロネマ
ダークスペクターの信任を背負う女性で、悪の女王候補と呼ばれる。自分の家族はパワーレンジャーに殺されたと聞かされて育った。その正体はアンドロスの妹のカローンであることが中盤で判明し、組織を裏切る。しかし、ダークスペクターの計画を阻止するため、ダークフォートレスに乗り込んだ際に洗脳されてしまう。その後はサイコレンジャーを使って、ダークスペクターとパワーレンジャーの共倒れを狙って暗躍し、ダークスペクターの死後は悪の女王となる。最後の決戦で彼女を説得するために現れたアンドロスと戦闘になり死亡。戦いが終わった後、彼女はカローンとして甦った。
エクリプター（ユガンデ）
アストロネマの育ての親であり側近。アンドロスをも凌ぐ戦闘力を持ち、目から放つレーザーと、剣が武器。生まれながらの悪の戦士。1人で泣いていたカローンと出会い、彼女を悪のプリンセス、アストロネマとして育て上げた。それゆえ、彼女を娘同然に思っている。一度はパワーレンジャーに敗れたが、新たなボディーを得て蘇った。ダーコンダとは仲が悪く、アストロネマに近づくなと常に警告している。アストロネマが自分の秘密を知った際、彼はアストロネマがパワーレンジャーの仲間になることを止めず、彼女のことをアンドロスに託し、仲間を攻撃するが、ダーコンダから裏切り者として捕らえられ、強化改造と洗脳を受ける。しかし、洗脳されてもアストロネマへの忠誠心は変わらず、同様に洗脳を受けた彼女をダークスペクターに代わる宇宙の支配者にするために力を尽くす。パワーレンジャーとの決戦のため、新たな赤いボディ（バーニングユガンデ）となり、レンジャーと戦い、ゾードを追い詰め、メガボイジャーの保管基地を襲撃して破壊するが、レンジャーたちの攻撃を受けて元の姿に戻り退却。最後はアンドロスがアストロネマを殺害してしまった後、アストロネマの仇を討つため、アンドロスを殺そうとするが、ゾードンのエネルギーを浴びて消滅した。パワーレンジャー・ロスト・ギャラクシーには回想シーンで登場している。
エルガー
前作から引き続いて登場。宇宙海賊からの出向として、アストロネマの配下となった。下働きとして扱われる。前作同様、余計な発言をして罰を受けることが多い。最後はゾードンのエネルギーを受けて消滅した。
ダーコンダ（ギレール）
中盤から登場する傭兵。サーベルが武器。自称「宇宙一の情報通」。カローンを誘拐した張本人でもある。エクリプターの策略により毒入りのパワーカプセルを飲まされて怪物化して巨大化。アストロメガゾードを破壊寸前まで追い詰めるが、メガボイジャーに乗ったレンジャーたちに倒されたが、後に生きていたことがわかる。実は命を9つ持っており、倒されても復活してパワーレンジャーの前に立ちふさがった。命が残り1つとなったことからダークスペクターを裏切るも、ダークスペクターの最後の反撃により自身も最期を迎える。
ダークリプター（ギガギレール）
ダーコンダがエクリプターを吸収した姿。その力でT.J.を記憶喪失にし、アシュレー、カルロス、キャシーを凍らせて捕らえるが、戦いの中でT.J.の記憶が戻り、アンドロスとT.J.の攻撃を受けて分離。捕らわれていた3人も開放されたため、再び合体して巨大化。デルタメガゾードの攻撃を受けて再び分離して縮小。後にダーコンダが邪魔なエクリプターを始末するため、再び吸収するが、エクリプターが拒絶したことによりすぐに分離してしまった。
ダークスペクター
悪の皇帝。エルダー星を襲撃し、ゾードンを捕らえたことで宇宙の悪の頂点に立つ。捕らえたゾードンの力を吸い尽くし葬らんと企む。最後はサイコレンジャーが原因でエネルギーのほとんどを吸われ、かなり弱ってしまうが、最終決戦の時が来たと考え、全ての悪の軍団に宇宙全体を攻撃させ、宇宙のほとんどを征服するが、ダーコンダの裏切りにより、撃ち込まれた惑星破壊用ミサイルが致命傷となる。ダーコンダを道連れにした後、完全に息絶え、亡骸は隕石として地球に降り注いだ。
- 着ぐるみは『パワーレンジャー・ターボ・映画版・誕生!ターボパワー』に登場したマリゴルの流用。
- 企画段階では『激走戦隊カーレンジャー』に登場したキャラクターの映像を流用する予定だった

サイコレンジャー（ネジレンジャー）
モンスターが強化スーツを着た悪の戦隊。第31話にて初登場。一人一人の性能はパワーレンジャーを大きく上回っており、初戦ではパワーレンジャーを完膚なきまでに叩きのめした。同じ色のパワーレンジャーを狙うようにプログラムされており、レンジャーを倒すためなら仲間である別のサイコレンジャーに牙を剥くこともある。そのため非常にチームワークが悪い。ダークスペクターのエネルギーがパワーの源であり、アストロネマはダークスペクターとパワーレンジャーの共倒れを計画していた。第33話でピンクが、第34話でブルーが、残る3人は第36話で倒され、滅んだかに見えたが、魂は亡霊となって存在しており、第39話でデータレーザーの中に入り込み、肉体を再構成して復活。再びレンジャーと戦うが、ゼインにより、データカードに封印される。
サイコレッド（ネジレッド）
レッドレンジャーを狙う戦士。サイコレンジャーの中で戦闘力が最も高い。剣が武器。自分たちの強さに自信を持っており、サイコピンクが倒された際には「全員で戦えば勝てた」と発言している。他のサイコレンジャー同様、レッドレンジャーを倒すということに執着しており、レンジャーたちがデータカード化された際には彼らを元に戻した上で襲撃した。
サイコブラック（ネジブラック）
ブラックレンジャーを狙う戦士。サイコレッドと仲が悪く、アストロネマに不満を持っている。
サイコブルー（ネジブルー）
ブルーレンジャーを狙う戦士。他のサイコレンジャーにブルーが倒されることを恐れて仲間を攻撃し、他の仲間から見捨てられ、怪物化して巨大化するが倒された。
サイコイエロー（ネジイエロー）
イエローレンジャーを狙う戦士。積極的に戦闘に参加せず、相手が消耗するのを待ってから攻撃しようとする。
サイコピンク（ネジピンク）
ピンクレンジャーを狙う戦士。弓が武器。サイコレンジャーで最も残忍な性格をしている。アストロネマの命を受けてキャシーを襲うが、倒された。
戦闘員クァントロン
アストロネマ配下のロボット戦闘員。巨大な刃物が武器。ボディに金のラインが入っているものと、ボディの一部が黒とグレーの2種類がいる。

## メカニック
アストロメガゾード/アストロメガシップ（ギャラクシーメガ/メガシップ）
レンジャーたちの母船。通称はメガシップ。メガシャトルと合体することでメガゾードに変形する。合体コードは「電磁合体」。武器は電磁ムチにもなるサーベルとメガブラスター。ブリッジからでも操縦が可能で何度かアルファ6が操縦した。『パワーレンジャー・ロスト・ギャラクシー』では、テラ・ベンチャー内で博物館となっていたが再び起動し、新たなレンジャーたちの母船となった。同作では巨大化したサイコピンクと戦うため、再びメガゾードに変形し、ギャラクシーメガゾードと共に戦った。最終決戦の際に人々を守るため、スコーピオン・スティンガーに特攻し、宇宙の藻屑となった。その後、『パワーレンジャー・ワイルドフォース』においては同型艦が登場した。
アストロメガシャトル（メガシャトル）
前作の『パワーレンジャー・ターボ』の最終回から登場したNASADAのスペースシャトル。メガゾードの頭部を構成する。なぜメガシップと合体できるかは不明（アルファいわく「ゾードン様のお導き」）。
デルタメガシップ/デルタメガゾード（デルタメガ）
ファントムレンジャーがレンジャーたちに送ったゾード。アンドロスのバトライザーでコントロールされる。宇宙船形態では光速を超えるスピードで飛ぶことができる。人型のメガゾード状態では、腕に装備されたガトリング砲が武器。第40話でエクリプターによって破壊された。
アストロ・デルタメガゾード（スーパーギャラクシーメガ）
アストロメガゾードとデルタメガゾードが合体した形態。合体コードは「超電磁合体」。肩に装備されたデルタメガゾードのガトリング砲が武器。必殺技は腕を飛ばして敵を攻撃するフライング・パワーパンチ。
メガビークル（ボイジャーマシン）
ゾードンによって木星に隠されていたゾード。
メガV1（ロボイジャー1）
レッドレンジャー用の人型メカ。肩に装備されたミサイルが武器。
メガV2（シャトルボイジャー2）
ブラックレンジャー用のスペースシャトル型メカ。前部に装備されたビームキャノンが武器。
メガV3（ロケットボイジャー3）
ブルーレンジャー用のロケット型メカ。メガV1を乗せて戦うこともある。
メガV4（ソーサーボイジャー4）
イエローレンジャー用の円盤型メカ。
メガV5（タンクボイジャー5）
ピンクレンジャー用のタンク型メカ。ビームキャノンが武器。
メガボイジャー（メガボイジャー）
メガビークルが合体した姿。合体コードは「銀河合体」。メガV3の先端部分を飛ばして攻撃するボイジャースパルタンが必殺技。タンケン・シュタインの自爆により破壊された。
メガウインガー（メガウインガー）
KO-35の避難民たちとゼインが開発したゾード。飛行能力に優れる。変形コードは「電撃変形」。最終決戦でヴェロシファイターの大群の攻撃で破壊された。
企画段階のでの名称はコスモトロンメガゾード。
メガウィンガー・ボイジャー（ウイングメガボイジャー）
メガボイジャーとメガウィンガーの翼が合体した姿。翼により飛行能力を得た。
シルバー・タイタヌス・キャリアゾード
玩具のみのゾード。メガボイジャー、メガウィンガーと合体する。『マイティ・モーフィン・パワーレンジャー』のタイタヌスの流用品。
ギャラクシーグライダー（サイバースライダー）
地球、宇宙空間問わずに使用可能なサーフボード型のメカ。それぞれのレンジャーに対応した物が存在する。
企画段階での名称はパワーグライダー。
メガタンク（デジタンク）
アンドロスが製作した装甲車。
シルバーサイクル（オートスライダー）
シルバーレンジャーのバイク。ギャラクシーグライダーに変形することも可能。
ギャラクティック・ローバー
ゼインが自分用に制作したバギー。玩具は『鳥人戦隊ジェットマン』のジェットストライカーの流用品。
ヴェロシファイター
クァントロンが操縦する戦闘機。
ダークフォートレス（デスネジロ）
アストロネマの本拠地である宇宙船。モンスターを巨大化させるサテレーザーを発射する。
アストロネマ戦艦（ネジクラッシャー）
上部に主砲を装備したアストロネマの戦艦。アストロメガゾードのサーベルで破壊された。

## 武器・装備
アストロ・モーファー（デジタイザー）
スペースレンジャーの変身ブレス。変身コードは「レッツ・ロケット!」で叫んだ後に「3・3・5」と入力し「エンター」を押すことで変身する。本編終了後、メガシップ内のパワールームに封印されていたがサイコレンジャーが復活したため、封印を解かれた。なお、変身時のCGは日本版の「MEGA（「RED」など個人のカラー名） READY」と表示されるコンソールの上に「Morphing Complete」と書かれたパネルを被せ流用している。
アストロブラスター（メガスナイパー）
スペースレンジャーの共通武器である銃。2つに分離して使用することも可能。
スパイラルセイバー（ドリルセイバー）
レッドレンジャーの個人武器。
ルナランス（メガロッド）
ブラックレンジャーの個人武器。
アストロアックス（メガトマホーク）
ブルーレンジャーの個人武器。
スタースリンガー（メガスリング）
イエローレンジャーの個人武器。
サテライト・スタンナー（メガキャプチャー）
ピンクレンジャーの個人武器。
クァドロブラスター（マルチアタックライフル）
ブルー、ブラック、イエロー、ピンクの個人武器が合体した銃。
バトライザー（バトルライザー）
デルタメガシップのコントローラーであるブレス。3つボタンがついており、それぞれ特殊な機能を発揮できる。
01
格闘能力を上げる。変身前でも使用可能。
02
レーザーを発射する。
03
レッド・バトライズド・レンジャーに変身する。
デジモーファー（ケイタイザー）
携帯電話型の変身装置。変身コードは同じで「2・5・8・0」と入力し「エンター」を押す（認識後の音声は日本版と同じく「M（エム）・E（イー）・G（ジー）・A（エー）・メガ」と鳴る）ことで変身する。
スーパーシルバライザー（シルバーブレイザー）
シルバーレンジャーの個人武器。銃、そして剣として使用可能。

## 用語解説
KO-35
コロバ系にある惑星でアンドロスとゼインの故郷。高い科学力を持っており、スペースレンジャーの装備はこの星でゾードンの援助の下、開発された。本編の数年前、ダークスペクターの軍団の侵略を受け、人々は星を破棄してケンタウルB星に移住したが、後に星に戻ってダークスペクターの軍団に反抗するレジスタンスとして戦っていた。その後、パワーレンジャー・S.P.D.の設定では、この星の近くにスペース・パトロール・デルタの刑務所があると語られている。
オニックス星
治安が悪く危険な惑星。西部劇の舞台であるかのような町並みをしている。アンドロスが妹の情報を得るために潜入した。パワーレンジャー・ロスト・ギャラクシーにおいてトラキーナがビラマックスと出会った場所でもあり、ケンドリックスのギャラクシー・サーベルのオークションが行われていた。
シークレットシティ（ヒネラーシティ）
アストロネマが建造した謎の街。パワーレンジャーの変身を妨害する装置が設置されており、街の中では変身できない。アストロネマは街に拉致した人々をデータカード化して自由に支配しようとする。戦いの末、拉致された人々を解放し、サイコレンジャーを封印するためにデータレーザーのシステムに負担をかけすぎたため、崩壊してしまった。
データレーザー（ジャビウスハート）
シークレットシティに装備された人間をデータカード化してしまう機械。元に戻すこともできる。そして、亡霊サイコレンジャーが入り込み、肉体を再生するために利用した。

## キャスト

### レギュラー・準レギュラー
- アンドロス/レッドレンジャー - クリストファー・カイマン・リー（日本語吹替 - 保志総一朗）
- カルロス・ヴァラーツ/ブラックレンジャー - ロジャー・ヴェラスコ（滝下毅）
- セオドア・ジェイ・ジャービス・ジョンソン/ブルーレンジャー - セルウィン・ウォード（岸祐二）
- アシュレー・ハモンド/イエローレンジャー - トレーシー・リン・クルーズ（小林沙苗）
- キャシー・チャン/ピンクレンジャー - パトリシア・ジャ・リー（藤原美央子）
- ゼイン/シルバーレンジャー - ジャスティン・ニモ（松風雅也）
- バルク - ポール・シュリアー（大山昇）
- スカル - ジェイソン・A・ナーヴィー（川中子雅人）
- エリオット・フェノーメナス - ジャック・バニング（北川勝博）
- アルファ6の声：カテリーナ・バッティストーン（第1、2話のみ）→ウェンディー・リー（吹替なし→まるたまり）
- ディナの声 - ジュリー・クリワー（小田木美恵）
- アデール・ハーガソン - アロマ・ライト（まるたまり）
- アストロネマ/カローン - メロディ・パーキンス（折笠愛）
- エクリプターの声 - ウォルター・ラング（北川勝博）
- ダーコンダの声 - スティーブ・クレイマー（辻親八）
- エルガーの声 - デヴィッド・ウマンスキー（遊佐浩二）
- ダークスペクターの声の - クリストファー・ショウ（岸祐二）
- サイコレッドの声および人間体 - パトリック・デヴィッド（藤本隆行）
- サイコブラックの声および人間体 - マイケル・メイズ（三宅健太）
- サイコイエローの声および人間体 - キャメラ・ウォルトン（柳沢真由美）
- サイコブルーの声 - ウォーリー・ウィンガート（遊佐浩二）
- サイコピンクの声 - ヴィッキー・デイヴィス（秋葉秋）

### 主なゲスト出演者
- ロード・ゼッドの声（1、42・43） - ロバート・アクセルロッド（海老原英人）
- リタ・レパルサ（1、42・43） - カーラ・ペレス / 声 - バーバラ・グッドソン（梅田貴公美）
- ゴルダー（1、42） - 不明（遊佐浩二（第1話）、中嶋一成（第42話））
- クイーン・マシーナの声(1) - ブライアン・シッダール（藤原美央子）
- ディバトックス（1、11、18、42・43） - ヒラリー・シェパード・ターナー（寺内よりえ）
- ポルトの声(1) - スコット・ページ＝パグター
- レオナルドの声（3・4） - トニー・オリバー（遊佐浩二）
- ラファエロの声（3・4） - クリストファー・コーリー・スミス（大山昇）
- ドナテルロの声（3・4） - キム・ストラウス（川中子雅人）
- ミケランジェロの声（3・4） - マイケル・ライス（北川勝博）
- ビーナス・ド・ミロの声（3・4） - ラライニア・リンドバーグ（まるたまり）
- ノル・クイスト（6、29・30） - ジョン・マッギー（乃村健次）
- チャック(7) - ジョナサン・カーター・シャル（藤本隆行）
- レニー(8)  - ジョー・レゲルブラッジ（小野塚貴志）
- ジョージ (8) - ジェイソン・セーゲル（藤本隆行）
- パトリック(9) - 不明（城雅子）
- ファントムレンジャーの声（11、42・43） - アレックス・ドッド（遊佐浩二）
- ライゴグ の声（11、42・43） - レックス・ラング（河相智哉）
- アシュレーの祖母(13) - 不明（峰あつ子）
- スカイガンター（16・17） - ロジャー・モリシー（小谷津央典）
- ルントウズ(16) - デヴィッド・グズマン
- ジャスティン・スティワート/ブルーターボレンジャー（声）(18) - ブレーク・フォスター（久保田恵）
- ダグ・スチュアート(18) - マイケル・カニンガム（土屋利秀）
- ティンウォン長老（24、42・43） -  - ジャック・ドナー（高橋翔）
- タイクワン（24、42・43） -  - リンダ・ボイド（小田木美恵）
- ヤツロ(24) - レナード・ケリー＝ヤング（柳沢栄治）
- ケン（24） -  サイギ・ウォーカー（紅谷守）
- アダム・パーク/MMPRブラックレンジャー (25)- ジョニー・ヨング・ボッシュ（川中子雅人）
- ゾードンの声（28、42・43） - ボブ・マナハン（斉藤龍吾）
- マンディ(31) - カーリー・フォスター
- シルビー・ラーソン（32、38・39）  - ジュリエット・ナウルイン（柳沢真由美）
- キング・モンドの声（42・43） - デイヴィッド・ステンストローム（高橋翔）
- クランクの声(42) - オリヴァー・ページ（中嶋一成）
- プリンス・スプロケットの声(42) - バーバラ・グッドソン
- ブルーコマンダーの声（42・43） - デヴィッド・ウォルシュ（下山吉光）
- 女の子(43)  - 不明（田中恵理）※友情出演
- エンジェル・グローブ市民2(43) - ジョージ"バック"フラワー（高橋翔）
- ロード・ゼッド人間態(43)[5] - エド・ニール

### スーツアクター
- レッドレンジャー[16] 、ブラックレンジャー[17]シルバーレンジャー[18] - 前田浩
- レッドレンジャー[19]、偽レッドレンジャー[20]、ブラックレンジャー[21]、ブルーレンジャー[22]、シルバーレンジャー[21] 、MMPRブラックレンジャー[23]、ファントムレンジャー[24]、サイコブラック[25]、エクリプター、ハボック将軍[26]- 本間崇寛
- レッドレンジャー[27]、ブラックレンジャー[23]、ブルーレンジャー[28][29]、シルバーレンジャー[29]、サイコレッド[30]、サイコブルー[25] 、ライゴグ[26]- 宮崎高春
- レッドレンジャー[31] 、ブルーレンジャー[32]、ダーコンダ[33]、ジオゴールドレンジャー[33] 、戦闘員クァントロン[34]、コッグス[26]- 飯塚吉夫
- ブルーレンジャー[23] - 小池達朗
- イエローレンジャー[23] 、ピラナトロン[35]、戦闘員クァントロン[26]- 帯金伸行
- イエローレンジャー[36]、ラファエロ[37][38] - ダニー・ウェイン・スタルカップ
- ピンクレンジャー[39] 、サイコイエロー[40] 、フィンスター[26]- 横山和博
- ピンクレンジャー[23]、サイコピンク[41]、ビーナス・ド・ミロ[42] - 野口彰宏
- シルバーレンジャー[43]、レオナルド[43] - デヴィッド・ウォルド
- シルバーレンジャー[44](1stユニット)、 戦闘員クァントロン[26]-アキラ・マデン
- アルファ6[45] - ドネニ・キストラー
- ドナテルロ[46] - リー・ホエー
- ミケランジェロ[47]、サイコレッド[48]、サイコイエロー[30]、コーラライザー[49]、アンドロス（変身前スタント[49]） - 中村忠弘
- ダークスペクター[50] 、サイコブラック[50]、サイコブルー [30]- T.J.ロトロ
- ロード・ゼッド[5]、ライゴグ[45] 、エクリプター[51] - エド・ニール
- エクリプター[52][30]、テンガ[26]- ルーク・ラフォンティーヌ
- キング・モンド[26]- カイ・ドイ
- エルガー[45] - ケニー・グレイソン
- ゴルダー[26]-エヴァン・ストローム
- スクワット[26]-ユージ・サエキ
- デストラクトイド[53] - ブレイク・トーニー

## スタッフ
- 製作総指揮 - ハイム・サバン、シュキ・レヴィ
- プロデューサー - ジョナサン・ヅァクワー
- ラインプロデューサー - サンフォード・ハンプトン（1、2、17 -）
- 共同プロデューサー - ジャド・リン、スコット・ページ＝パグター、ポール・F・ローゼンタール、サンフォード・ハンプトン(4 - 16)
- ストーリーエディター - ジャド・リン、ジャッキー・マーチャンド（補佐）
- 撮影監督 - イアン・ローゼンバーグ
- 音楽プロデューサー - ケネス・バーゴマスター、ポール・ゴードン、ジェレミー・スウィート、ロン・ワッサーマン、イノン・ジュール、リオ・ロズナー
- 音楽 - シュキ・レヴィ、クッサ・マーチ、リオ・ロズナー
- アクション監督/SFX監督/スタント・コーディネーター - 坂本浩一、横山誠
- セカンドユニット撮影監督 - ショーン・マクリーン
- ADRディレクター - スコット・ページ＝パグター、デヴィッド・ウォルシュ
- プロダクション・デザイナー：ジュリー・ボルダー
- キャスティング - ジュリー・アシュトン、アリス・ハンプトン、デニス・ハンセン
- 製作責任者：エリック・S・ロールマン
- 原作 - 八手三郎
- 制作 - ルネサンス・アトランティック・エンターテイメント、東映、MMPRプロダクションズ
- 製作著作 - サバン・エンターテイメント、サバン・インターナショナル、FOXキッズ・ワールドワイド

### 日本語版制作スタッフ
- 演出 - 甲斐樹美子
- 翻訳 - 中村紀美子
- 調整 - 白石洋
- 担当 - 藤岡愛
- 録音・編集スタジオ - ムービーテレビジョンスタジオ
- 製作 - 遠藤雅義、古玉國彦
- 監修 - 鈴木武幸、武部直美
- 配給 - 東映
- 制作 - 東映、ムービーテレビジョン

## 主題歌
『Power Rangers in Space Theme』
作詞・作曲 - ロン・ワッサーマン、ハイム・サバン/歌 - マイティ・ロー

## 各話リスト
| 話数 | サブタイトル                       | サブタイトル                                  | 登場モンスター、他 | 監督                                  | 脚本                                  | 放送日（米）                                                                     |
| 話数 | 邦題                               | 原題                                          | 登場モンスター、他 | 監督                                  | 脚本                                  | 放送日（米）                                                                     |
| ---- | ---------------------------------- | --------------------------------------------- | --- | ------------------------------------- | ------------------------------------- | -------------------------------------------------------------------------------- |
| 1    | 新パワーレンジャー誕生！ パート1   | From Out Of Nowhere Part I                    | | ジョナサン・ヅァクワー                | ジャド・リン                          | 1998年 2月6日                                                                    |
| 2    | 新パワーレンジャー誕生！ パート2   | From Out Of Nowhere Part II                   | アストロネマ戦艦（ネジクラッシャー） | ジョナサン・ヅァクワー                | ジャド・リン                          | 1998年 2月6日                                                                    |
| 3    | 地球への帰還                       | Save Our Ship                                 | エクリプター | アイザック・フロレンティーン          | ジャド・リン                          | 2月20日                                                                          |
| 4    | 敵はニンジャ タートルズ！？        | Shell Shocked                                 | エレクトロトランプ（声 - ブレイク・トーニー / 吹替 - 大山昇） | ブライアー・トリュー                  | ジャド・リン                          | 2月27日                                                                          |
| 5    | 妹を捜して…                        | Never Stop Searching                          | エクリプター | ブライアー・トリュー                  | スティーブ・ロス                      | 3月6日                                                                           |
| 6    | データディスクを奪回せよ?          | Satellite Search                              | クローンハンマー（エビネジレ） | ブライアー・トリュー                  | ジャド・リン                          | 3月13日                                                                          |
| 7    | はじめての友情                     | A Ranger Among Thieves                        | ボルテージホグ（究極生命体） （声 - カーク・ソーントン / 吹替 - 小野塚貴志）                                                                                              | ワース・キーター                      | ジャド・リン                          | 3月20日                                                                          |
| 8    | キャシーのデート                   | When Push Comes To Shove                      | エレファンタイタン（ゾウネジレ） | ワース・キーター                      | ジャド・リン                          | 3月27日                                                                          |
| 9    | 嘘から出た悪夢                     | The Craterite Invasion                        | クレーテナイト（クネクネ/キングクネクネ） （声 - カーク・ソーントン / 吹替 - 原語版流用）                                                                                 | ワース・キーター                      | ジャド・リン                          | 4月3日                                                                           |
| 10   | 心優しきモンスター                 | The Wasp With A Heart                         | スティングキング（ハチネジレ） （声 - ボブ・パーペンブルック / 吹替 - 川中子雅人） ワスピカブル（声 - ケン・メルクス / 吹替 - 河相智哉）                                  | 坂本浩一                              | ジャド・リン                          | 4月4日                                                                           |
| 11   | ゾードンを救え!                    | The Delta Discovery                           | クロコオヴィール（ワニネジレ） （声 - マイク・レイノルズ / 吹替 - 原語版流用）                                                                                            | 坂本浩一                              | ジャド・リン                          | 4月11日                                                                          |
| 12   | 完成！究極ロボ                     | The Great Evilyzer                            | デストラクティピード（ムカデネジレ） （声 - マイク・レイノルズ） トラックモンスター（吹替 - 田島康成） 再生モンスター軍団                                                 | ワース・キーター                      | ジャド・リン                          | 4月18日                                                                          |
| 13   | おばあちゃんのお見合い攻撃         | Grandma Matchmaker                            | マママイト（シロアリネジレ（メス）） （声 - ジャッキー・マーチャンド / 吹替 - 青木成美） ターマイタス（シロアリネジレ（オス）） （声 - デイヴ・マロウ / 吹替 - 田島康成） | ワース・キーター                      | ジャド・リン                          | 4月25日                                                                          |
| 14   | 恐怖の一刺し                       | The Barillian Sting                           | バリリアン・バグ（サソリネジレ） （声 - キム・ストラウス / 吹替 - 原語版流用）                                                                                            | ジャド・リン                          | ジョン・フレッチャー                  | 5月2日                                                                           |
| 15   | 無敵のコンビネーション             | TJ's Identity Crisis                          | ダークリプター | ワース・キーター                      | ジャド・リン                          | 5月9日                                                                           |
| 16   | 絶体絶命!?メガゾード               | Flashes Of Darkonda                           | ダーコンダ | ジョナサン・ヅァクワー                | ジャド・リン                          | 5月16日                                                                          |
| SP   |                                    | Power Playback Power Rangers Funniest Moments | アイガイ スパイキー（トゲバリネジラー） リーズリザード（カメレオンネジレ） スノーモンスター 謎のモンスター（ネオコウモリネジレ）                                          | ピーター・ハーズチェッコ              | マーゴ・マケイホン                    | 6月13日                                                                          |
| 17   | 新ロボメガボイジャー登場           | The Rangers' Mega Voyage                      | ダーコンダ ミュータントラス（ギギレ） （声 - ブレット・ウォルコウ / 吹替 - 原語版流用）                                                                                   | ジャド・リン                          | ジャド・リン                          | 9月12日                                                                          |
| 18   | 友情のレスキュー                   | True Blue To The Rescue                       | ライオナイザー（ライオンネジラー） （声 - ケン・メルクス / 吹替 - 土屋利秀）                                                                                              | ジャド・リン                          | ジャド・リン                          | 9月19日                                                                          |
| 19   | 本物はどっちだ？                   | Invasion Of The Body Switcher                 | ボディスウィッチャー（ジゴクネジラー） （声 - エズラ・ワイズ / 吹替 -土屋利秀）                                                                                           | ジャド・リン                          | ジャッキー・マーチャンド              | 9月26日                                                                          |
| 20   | 復活!シルバーレンジャー            | Survival of the Silver                        | ルナティック（アリジゴクネジレ） （声 - ボブ・パーペンブルック / 吹替 - 原語版流用） ケディックス星人（複数） 回想シーンのモンスター（吹替 - 三宅健太）                   | ワース・キーター                      | ジャド・リン                          | 10月3日                                                                          |
| 21   | 危険な嫉妬                         | Red with Envy                                 | クロコトックス（ウツボネジレ）（3体） （声 - マイケル・ソリッチ、チャック・コヴァチッチ / 吹替 - 遊佐浩二、三宅健太）                                                     | ワース・キーター                      | ジャド・リン                          | 10月10日                                                                         |
| 22   | シルバーレンジャーの秘密           | The Silver Secret                             | プレイング・マンティス（カマキリネジラー） （声 - デイヴ・マロウ / 吹替 - 坂本一）                                                                                        | ワース・キーター                      | ジャッキー・マーチャンド              | 10月14日                                                                         |
| 23   | 禁断の恋                           | A Date with Danger                            | ホラーブル（バッファローネジレ）（2体） （声 - ブラッド・オーチャード / 吹替 - 坂本一） デストラクトイド（声 - エズラ・ワイズ / 吹替 - 坂本一）                           | 坂本浩一                              | ジャッキー・マーチャンド              | 10月15日                                                                         |
| 24   | 再会 そして 別れ                   | Zhane's Destiny                               | コーラライザー（サンゴネジレ） （吹替 - 川村拓央） | ワース・キーター                      | ジャド・リン                          | 10月16日                                                                         |
| 25   | 戦士の宿命                         | Always a Chance                               | リーズリザード（カメレオンネジレ） （声 - エズラ・ワイズ / 吹替 - 川村拓央）                                                                                              | 坂本浩一                              | ジャド・リン                          | 10月17日                                                                         |
| 26   | 引き裂かれた兄妹                   | The Secret of the Locket                      | バットアラクス（コウモリネジレ） （声 - エズラ・ワイズ / 吹替 - 田中一成）                                                                                                | ワース・キーター                      | ジャド・リン                          | 10月21日                                                                         |
| 27   | 正義と悪の間で                     | Astronema Thinks Twice                        | スパイキー（トゲバリネジラー） （声 - ボブ・パーペンブルック / 吹替 - 田中一成）                                                                                          | ワース・キーター                      | ジャド・リン                          | 10月23日                                                                         |
| 28   | 真実のアストロネマ                 | The Rangers' Leap of Faith                    | | ジョナサン・ヅァクワー                | ジャド・リン                          | 10月24日                                                                         |
| 29   | ダークスペクターの復讐 パート1     | Dark Specter's Revenge Part I                 | トニー・ランデル | ジャド・リン ジャッキー・マーチャンド | 10月28日                              |                                                                                  |
| 30   | ダークスペクターの復讐 パート2     | Dark Specter's Revenge Part II                | トニー・ランデル | ジャド・リン ジャッキー・マーチャンド | 10月28日                              | フライトウィング（コンドルネジラー） （声 - トニー・オリバー / 吹替 - 乃村健次） |
| 31   | 悪の戦士サイコレンジャー           | Rangers Gone Psycho                           | フクロウ・モンスター（フクロウネジレ） （声 - ブラッド・オーチャード / 吹替 - 三宅健太） サイコレンジャー                                                                 | ジャド・リン                          | ジャド・リン                          | 10月30日                                                                         |
| 32   | 小さな恋人                         | Carlos on Call                                | データスキャマー（トカゲネジラー） （声 - リチャード・ホーヴィッツ / 吹替 - 三宅健太）                                                                                    | ジャド・リン                          | ジャド・リン                          | 10月31日                                                                         |
| 33   | ささいなケンカから…                | A Rift in the Rangers                         | サイコピンク | ワース・キーター                      | ジャド・リン                          | 10月31日                                                                         |
| 34   | ブルーの秘密作戦                   | Five of a Kind                                | サイコブルー | ワース・キーター                      | ジャド・リン                          | 11月5日                                                                          |
| 35   | 沈黙は金                           | Silence Is Golden                             | サイコレッド サイコブラック サイコイエロー | ワース・キーター                      | ジャド・リン ジャッキー・マーチャンド | 11月6日                                                                          |
| 36   | サイコVSパワーレンジャー最後の決戦 | The Enemy Within                              | サイコレッド サイコブラック サイコイエロー | ワース・キーター                      | ジャド・リン ジャッキー・マーチャンド | 11月7日                                                                          |
| 37   | かわいい密航者                     | Andros and the Stowaway                       | ジャカラック（アンコウネジレ） （声 - レックス・ラング/ 吹替 - 高塚正也） スピカ（コムタン〈アンコウネジレ（弟）〉） （声 - R・マーティン・クライン / 吹替 - 岡野浩介）   | ワース・キーター                      | ジャド・リン                          | 11月11日                                                                         |
| 38   | シークレットシティ                 | Mission to Secret City                        | バックサッカ（テンソウネジラー） （声 - リチャード・エプカー / 吹替 - 三宅健太）                                                                                          | 坂本浩一                              | ジャド・リン                          | 11月12日                                                                         |
| 39   | 機械の中の亡霊                     | Ghosts in the Machine                         | サイコレンジャー | ワース・キーター                      | ジャッキー・マーチャンド              | 11月13日                                                                         |
| 40   | とらわれたメガシップ               | The Impenetrable Web                          | エクリプター | ジャド・リン                          | ジャド・リン ジャッキー・マーチャンド | 11月14日                                                                         |
| 41   | 謎の暴走車                         | A Line in the Sand                            | タンケン・シュタイン（グランネジロス） （声 - デレク・スティーヴン・プリンス / 吹替 - 鳥海浩輔）                                                                          | ジャド・リン                          | ジャド・リン ジャッキー・マーチャンド | 11月18日                                                                         |
| 42   | 滅亡へのカウントダウン パート1     | Countdown to Destruction Part I               | 再生モンスター軍団 | ジョナサン・ヅァクワー                | ジャド・リン 坂本浩一（原案）         | 11月20日                                                                         |
| 43   | 滅亡へのカウントダウン パート2     | Countdown to Destruction Part II              | 再生モンスター軍団 | ジョナサン・ヅァクワー                | ジャド・リン 坂本浩一（原案）         | 11月21日                                                                         |

## 映像ソフト化

### アメリカ合衆国
Power Rangers in Space (VHS)
第31、33 - 36話を編集して収録。1999年2月17日発売。リリースは20世紀フォックス ホーム エンターテイメント。2002年にリリース元をブエナビスタ・ホーム・エンターテイメントに変更して再リリースされた。
The Best of the Power Rangers - The Ultimate Rangers(DVD)
シリーズ傑作選DVD。第42・43話を収録。2003年4月1日発売。リリースはブエナビスタ・ホーム・エンターテイメント。
Power Rangers From Mighty Morphin to Lost Galaxy(DVD)
『MMPR』から『ロストギャラクシー』までを収録したDVDセット、2012年8月6日発売。リリースはシャウト・ファクトリー!、タイム・ライフ。
Power Rangers Seasons Four - Seven(DVD)
『ジオ』から『ロストギャラクシー』まで収録したDVDセット。2013年7月30日発売。リリースはシャウト・ファクトリー!。
Power Rangers in Space (DVD)
第1巻は2014年8月5日に発売。第2巻は同年10月7日に発売。リリースはシャウト・ファクトリー!。
他に『Ninja Turtles: The Next Mutation』のDVD第2巻および『Ninja Turtles: The Next Mutation: Turtle Power!』に同作品クロスオーバーエピソードである第3・4話が特典として収録されている。

### 日本
パワーレンジャー・イン・スペース：全11巻（VHS、レンタルのみ。二ヶ国語収録）
2001年2月9日から2001年12月7日まで東映ビデオからリリースされた。

## 国際展開
メキシコでは2000年にテレビサで放送。ブラジルでも同年にヘジ・グローボで放送。コロンビアでも同年にRCNテレビジョンで放送された。ラテンアメリカ地域ではFOXキッズチャンネルでも放送されており、アルゼンチンでは高視聴率を記録している。中南米における玩具展開はマテルが行った。
韓国では『メガレンジャー』のタイトルで放映された。
日本においては、スーパーチャンネルにて2000年12月から2001年5月にかけて放送された。